# FC Twente
El FC Twente és un equip de futbol de la ciutat d'Enschede, als Països Baixos. Va ser fundat el 1965 i actualment juga a la primera divisió de la lliga neerlandesa, l'Eredivisie.

## Història
El FC Twente va ser fundat el 1965 com a resultat de la fusió de dos clubs professionals de la ciutat, l'Sportclub Enschede i l'Enschedese Boys. L'actual club ha guanyat un cop el campionat neerlandès, si bé l'Sportclub Enschede també ho va fer el 1926.

## Palmarès

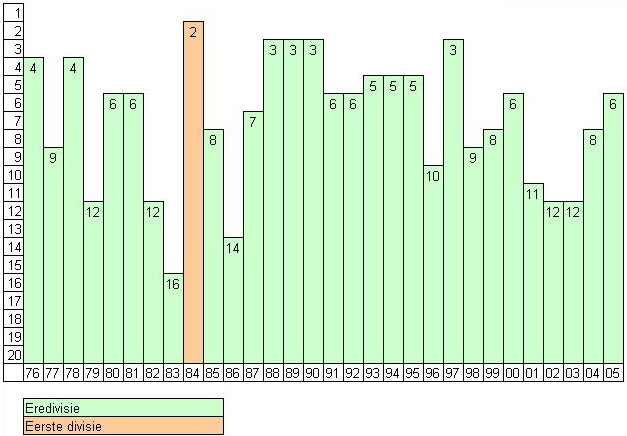
Gràfica Twente 1976-2005.

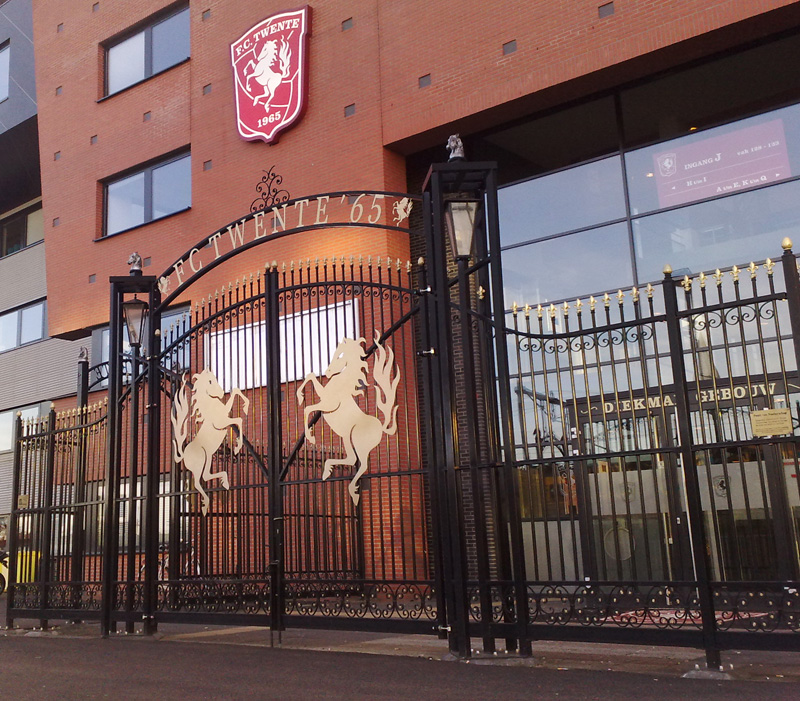
Porta de l'estadi.

### Tornejos nacionals
- Eredivisie:[1]
  - 1926 (com Sportclub Enschede), 2010
- Copa neerlandesa de futbol:[2]
  - 1977, 2001, 2011
- Supercopa neerlandesa de futbol:
  - 2010, 2011

### Tornejos internacionals
- Copa de la Intertoto:
  - 2006
- Subcampió de la Copa de la UEFA:
  - 1975

## Jugadors històrics destacats
- Sjaak Polak